# Michael Klein (Suchtforscher)
Michael Klein (* 1954 in Bad Kreuznach) ist ein Psychologe, Hochschullehrer, Suchtforscher und Präsident der Deutschen Gesellschaft für Suchtpsychologie.

## Leben
Klein studierte von 1973 bis 1980 Psychologie an der Universität Trier und an der Georgetown University in Washington, D.C. Im Jahr 1980 erhielt sein Diplom in Psychologie an der Universität Trier. Dort promovierte er auch zum Dr. rer. nat. mit der Dissertation "Klassifikation von Alkoholikern durch Persönlichkeits- und Suchtmerkmale". Von 1980 bis 1983 war er Klinischer Psychologe an der Fachklinik Daun/Eifel in Darscheid und danach bis 1991 Leitender Psychologe an der Fachklinik Thommener Höhe ebenfalls in Darscheid. Anschließend war Klein bis 1994 Leitender Psychologe an der Fachklinik Altburg in Schalkenmehren.
Im Jahr 1994 wurde er Professor für Klinische und Sozialpsychologie an der "Katholischen Fachhochschule Nordrhein-Westfalen" (KFH NW), Abteilung Köln. Die Hochschule heißt heute Katholische Hochschule Nordrhein-Westfalen (KatHO NRW). Seit 1999 ist Klein Leiter des Forschungsschwerpunktes Sucht und seit März 2005 Leiter der Kompetenzplattform Suchtforschung an der KatHO NRW. Diese Plattform wurde 2009 in ein Institut umgewandelt, das Deutsche Institut für Sucht- und Präventionsforschung (DISuP). Michael Klein ist Mitherausgeber der Fachzeitschrift "Suchttherapie".

## Veröffentlichungen (Auswahl)
- Klassifikation von Alkoholikern durch Persönlichkeits- und Suchtmerkmale, Bonn: Nagel, 1992, ISBN 3-9802240-6-6 (zugleich Dissertationsschrift, Universität Trier)
- Kinder und Jugendliche aus alkoholbelasteten Familien: Stand der Forschung, Situations- und Merkmalsanalyse, Konsequenzen, Regensburg: Roderer, 2005, ISBN 3-89783-522-3.
- Kinder drogenabhängiger Mütter: Risiken, Fakten, Hilfen, Regensburg: Roderer, 2006, ISBN 3-89783-558-4.
- Kinder und Suchtgefahren: Risiken – Prävention – Hilfen, Stuttgart; New York: Schattauer, 2008,  ISBN 3-7945-2318-0 (als Herausgeber).